# Чилумба, Тенант
Тенант Чилумба (англ. Tenant Chilumba; род. 22 июня 1972, Китве-Нкана, Коппербелт) — замбийский футболист, который играл на позиции полузащитника; тренер.

## Карьера игрока
В 1993—1996 годах играл за «Пауэр Дайнамоз» из города Китве-Нкана, с которым в 1994 году выигрывал чемпионат Замбии. В 1996—1998 годах играл за южноафриканский «Амазулу».
Чилумба дебютировал в сборной Замбии в 1993 году. В 1994 году он был вызван в команду на Кубок африканских наций 1994 года. Замбия заняла второе место. Он сыграл четыре матча на турнире: против Сьерра-Леоне (0:0), Кот-д’Ивуара (1:0) в четвертьфинале против Сенегала (1:0) и в полуфинале против Мали (4:0).
В 1998 году Чилумба представлял Замбию на Кубке африканских наций 1998 года. Сыграл за сборную в трёх матчах: с Марокко (1:1, забил гол), Египтом (0:4) и Мозамбиком (3:1).

## Карьера тренера
После окончания карьеры игрока Чилумба в 2004 году стал тренером клуба «Призон Леопардс». В начале 2010-х тренировал зимбабвийские «Хванге Кольери» (лучший тренер 2012 года) и «Платинум». В 2014 году подписал контракт с клубом, где провёл значительную часть своей футбольной карьеры, «Пауэр Дайнамоз».